# N-乙酰基乙酰苯胺
N-乙酰基乙酰苯胺是一种有机化合物，化学式为C10H11NO2。它可由乙酰苯胺和乙酰氯或乙酸酐反应得到。它和劳森试剂反应，可以得到硫代乙酰苯胺。它可以在HCl中重排，得到4-氨基苯乙酮。